# Транспорт в Польше
Транспорт в Польше — совокупность транспортных путей Республики Польша.

Состояние сети автомагистралей и скоростных дорог.
действующие
строящиеся
планируемые

Cистема дорог в Польше

## Наземный транспорт
Наземный транспорт (автомобильный, железнодорожный, внутренний водный) является основой транспортной системы Польши, удовлетворяющей более чем на 99% потребности в транспортировке грузов и людей. Он является также основным инструментом (более 80%) пространственной интеграции польской экономики с рынком Европейского Союза. В Польше зарегистрировано 22 968 540 транспортных средств.

### Безрельсовый транспорт

Допустимая скорость на польских дорогах

Более 85% грузов в Польше перевозится безрельсовым транспортом. Через Польшу проходят транзитные пути между Западной Европой и странами восточной части континента – Эстонией, Белоруссией, Литвой, Латвией, Россией, Украиной, Казахстаном, Азербайджаном, Киргизией и другими государствами.
Согласно государственной статистике, на 2018 год в Польше было зарегистрировано 29,7 млн автомобилей, в том числе 22 млн легковых автомобилей. 
По состоянию на 2020 год протяжённость дорожной сети Польши составляла 420 тыс. км. Среди них около 1700 км автомагистралей и около 2,5 тыс. км скоростных дорог. 

#### Скоростные магистрали
Скоростные магистрали в Польше делятся на автомагистрали (польск. autostrady, до 140 км/ч) и скоростные дороги (польск. drogi ekspresowe, до 120 км/ч). Из семи запланированных автомагистралей полностью завершено строительство трёх.
Крупнейшие автомагистрали:
- A1: от польско-чешской границы у с. Гожички через Катовице, Ченстохову, Лодзь и Торунь до Гданьска, является частью европейской трассы E75, протяжённость 568 км, среди которых 80 км строятся.
- A2: от польско-немецкой границы у с. Свецко через Познань, Лодзь и Варшаву до польско-белорусской границы у с. Кукурыки, является фрагментом трассы E30, протяжённость 622 км, среди которых 39 км строятся.
- A4: от польско-немецкой границы у с. Енджиховице через Вроцлав, Ополе, Катовице, Краков, Жешув до польско-украинской границы у с. Корчова, является фрагментом трассы E40, протяжённость 673 км, завершена полностью.

Некоторые отрезки автомагистралей в Польше платные. Оплата производится у оператора до въезда на платный отрезок. Многие автомагистрали изначально планировались как платные, но сейчас проезд по ним свободный.

### Железнодорожный транспорт

Железнодорожная сеть в Польше

Управляющим большинством железнодорожных линий является принадлежащее государственным Польским железным дорогам предприятие «ПКП Польские Железнодорожные Линии». Пассажирские перевозки осуществляют компании PKP Intercity и POLREGIO. В некоторых воеводствах функционируют также региональные перевозчики, принадлежащие местным органам самоуправления.
По состоянию на декабрь 2018 года протяженность действующих железнодорожных линий, входящих в систему железнодорожного транспорта на территории Польши, составила 19 347 км, среди которых 11 903,9 км — электрифицированные. В 2014 году время пути по самым скоростным железнодорожным линиям между крупными польскими городами составляло: Варшава — Краков (2:30), Варшава — Гданьск (3:00), Варшава – Вроцлав (3:30), Вроцлав – Познань (2:30), Познань – Гданьск (3:30).

### Внутренний водный транспорт
Речное судоходство в Польше относительно хорошо развито. Благоприятные природные условия и доступ для многих водоемов (Балтийское море, судоходные реки Висла, Одра, Варта и Нотец, Залив, Щецинский, Вислинский заливы и другие) позволяют осуществлять дальнейшее развитие мореплавания и парусного спорта.

## Воздушный транспорт

Аэропорты в Польше и число отправленных пассажиров в 2016

Гражданский воздушный транспорт в Польше был начат в 1919 году первым полётом с пассажирами на маршруте из Познани в Варшаву. В 1923 г. были запущены регулярные авиалинии из Варшавы в Гданьск и Львов, а в 1929 году было создано предприятие Польские авиалинии LOT.

### Авиакомпании
Польские авиакомпании: PLL LOT и Enter Air (только чартерные рейсы). Авиасообщение с Польшей осуществляют также иностранные авиакомпании: Aer Lingus, Аэрофлот, МАУ, Air France, Austrian Airlines, Belavia, British Airways, Brussels Airlines, easyJet, El Al, Finnair, Jet2.com, KLM, Lufthansa, Norwegian, Ryanair, Scandinavian Airlines System, Swiss International Air Lines, Turkish Airlines, Wizz Air и ряд более мелких.

### Аэропорты
В Польше функционирует 15 аэропортов. Самый крупный — Варшавский аэропорт им. Фридерика Шопена (WAW).

## Морской транспорт

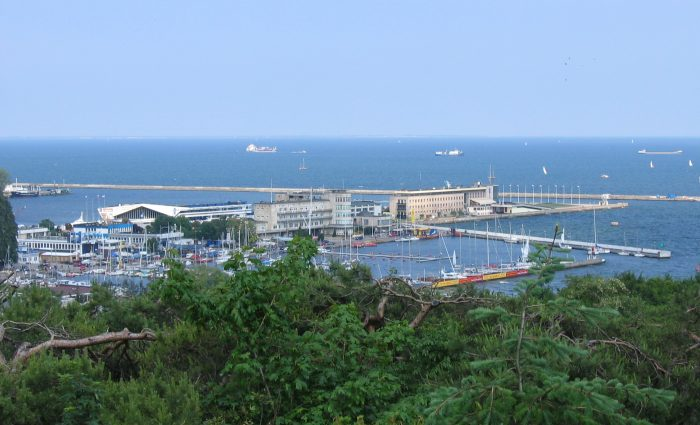
Морской порт в Гдыне

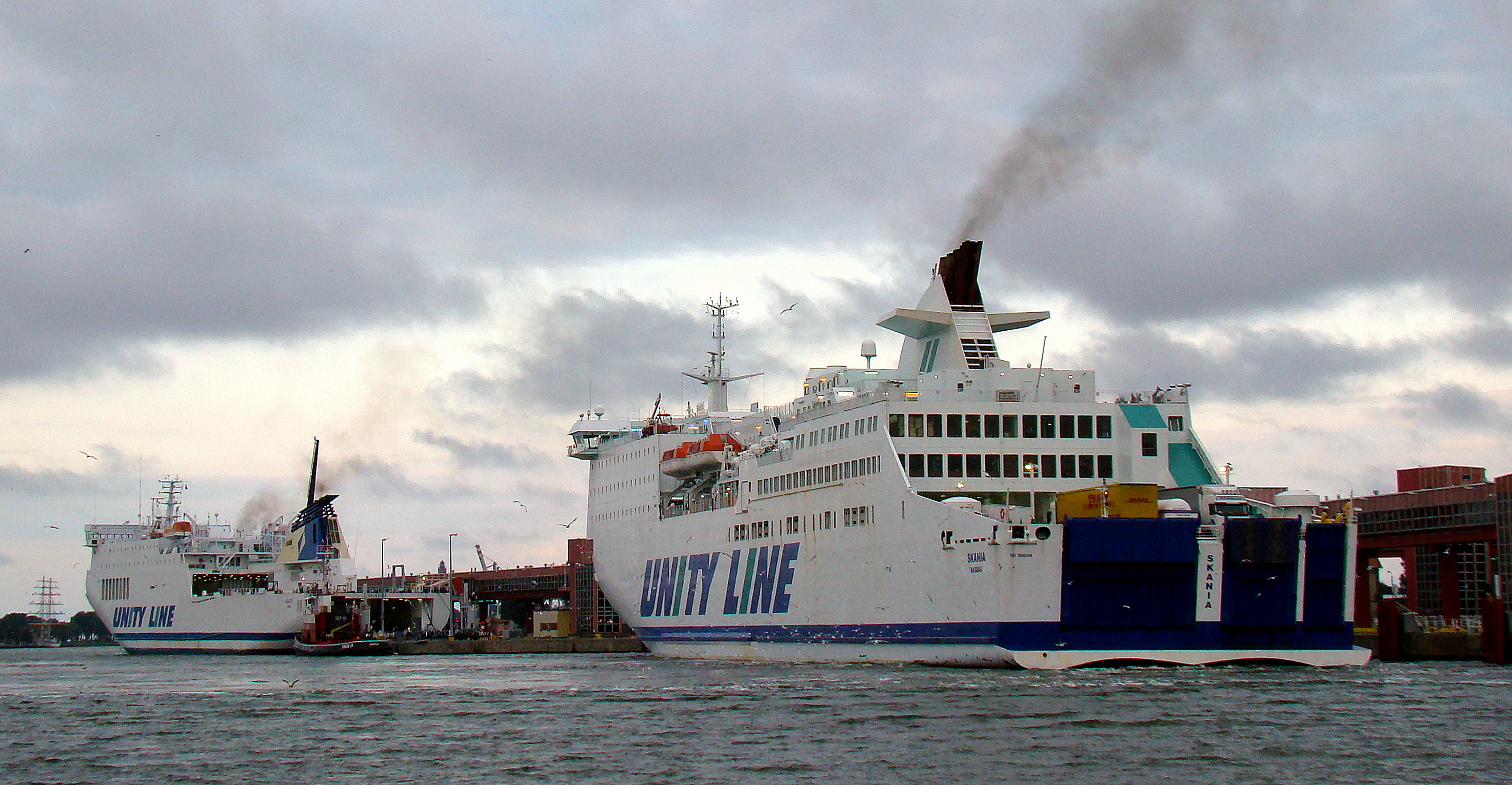
Польский паром в порту Свиноуйсьце

### Морские порты
4 морских порта имеют первостепенное значение для национальной экономики: Гданьск, Щецин, Гдыня и Свиноуйсьце. Другие морские порты, имеющие погрузочные причалы: Эльблонг, Дарлово, Дзивнув, Колобжег, Полице, Степница, Устка и Владиславово.
Часть польских портов имеет морско-речной профиль, например Щецин, Полице и Степница.

### Паромное сообщение
Действует между г. Свиноуйсьце и шведскими Истадом, Треллеборгом, и датским Копенгагеном, а также между Колобжегом и Нексё, между Гданьском и Нюнэсхамном (Швеция) и между Гдыней и Карлскроной. Летом действует паромное сообщение между Свиноуйсьце и Рённе.

## Городской транспорт
Городской транспорт в Польше состоит в основном из автобусов и трамваев. В Варшаве работают две линии метрополитена. В трёх польских городах — в Люблине, Гдыне и Тыхы — действуют троллейбусы. Дополняет городской транспорт некоторых городов пригородная железная дорога.

## Трубопроводный транспорт
По территории Польши проложен ряд газопроводов. Одним из крупнейших является газопровод Ямал-Европа.
Кроме него, по территории страны проходят ответвления газопроводов "Союз" и "Сияние Севера" (газопровод Брест-Варшава).
В 2011 был построен интерконнектор Чехия-Польша. Газовая перемычка общей протяженностью 32 км, из которых 10 км пролегает по территории Чехии, а 22 км - по территории Польши, обладает пропускной способностью 500 млн м3 газа в год.
В дополнение к существующим трубопроводам планируется построить газопровод Baltic Pipe, соединяющий Польшу и Норвегию.
В настоящее время (2021 год) ведется строительство газопроводов в Словакию (PCI) и Литву (GIPL).
Газопровод-интерконнектор Польша - Словакия будет построен от газоизмерительной станции (ГИС) Вельке-Капушаны в Словакии до ГИС Страхочина в Польше.
Общая длина газопровода-интерконнектора составит 165 км, из них 59 км пройдут по территории Польши, 106 км - Словакии.
Мощность газопровода по направлению в Польшу составит 5,7 млрд м3/год, в сторону Словакии - 4,7 млрд м3/год.
GIPL обеспечит соединение ГТС Литвы, др. стран Прибалтики и Финляндии с газотранспортной системы (ГТС) ЕС.
Планируемая протяженность GIPL составляет 522 км.
Маршрут газопровода пройдет от компрессорной станции (КС) Яунюнай в Литве до КС Холовчице в Польше.
Пропускная способность GIPL по направлению Польша - Литва планируется на уровне 2,4 млрд м3/год, а по направлению Литва - Польша 1,9 млрд м3/год.

## Внешние ссылки
- Министерство Инфраструктуры и Развития Архивная копия от 22 ноября 2015 на Wayback Machine
- Польша и Чехия соединили газопроводы
- Польша и Словакия торжественно начали строительство газопровода. Однако PCI
- Газовый путь в Европу: Литва начала строительство газопровода-интерконнектора с Польшей
- Польша. (недоступная ссылка) * * *Экономика. (недоступная ссылка) * Транспорт и связь (недоступная ссылка) Энциклопедия PWN